# Västanfors herrgård
Västanfors herrgård var en herrgård i Västanfors, Fagersta kommun i Västmanlands län, vilken revs då Strömsholms kanal grävdes om i mitten av 1880-talet. Kvar idag finns de två flyglarna, varav den norra inhyser ett muséum över herrgården.

## Historik
Västanfors herrgård byggdes i samband med att bruket anlades runt år 1611, på den västra stranden (Väster om forsen, därav namnet)  av Kolbäcksån. Socknen kom till 1642 och fick då sitt namn efter Västanfors herrgård. Då herrgården revs på 1880-talet, flyttade familjen som ägde Västanfors bruk ut i flyglarna istället.

## De kvarvarande byggnaderna
Den norra flygeln blev ett muséum tack vare Malla Löwenhielm som testamenterade sitt hem till Fagersta kommun. Hennes pappa var den siste brukspatronen på Västanfors bruk. När Malla dog år 1954 hade Västanfors hytta rivits och verksamheten flyttats till Fagersta bruk. Byggnaden är idag inredd som ett brukspatronshem från slutet av 1800-talet, och många av möblerna är de som ursprungligen stått där. Flyglarna ligger i anslutning till Fagersta hembygdsgård.